# Josa berlandi
Espèce
Josa berlandi est une espèce d'araignées aranéomorphes de la famille des Anyphaenidae.

## Distribution
Cette espèce est endémique du département de Magdalena en Colombie,. Elle se rencontre dans la Sierra Nevada de Santa Marta.

## Description
Le mâle holotype mesure 4,18 mm et la femelle paratype 4,09 mm, les mâles mesurent de 4,08 à 4,18 mm et les femelles de 3,89 à 4,09 mm.

## Systématique et taxinomie
Cette espèce a été décrite par Martínez, Kochalka, Cabra-García et Ramírez en 2025.

## Étymologie
Cette espèce est nommée en l'honneur de Lucien Berland.

## Publication originale
- Martínez, Kochalka, Cabra-García & Ramírez, 2025 : « Revealing the identity of Josa chazaliae (Simon, 1897) (Araneae: Anyphaenidae): new species and the highest altitude record for a spider in South America. » Zootaxa, no 5566(2), p. 201-242.